# Hongqi, Xinxiang
Hongqi är ett stadsdistrikt i Xinxiang i Henan-provinsen i norra Kina.